# Christopher Hampton

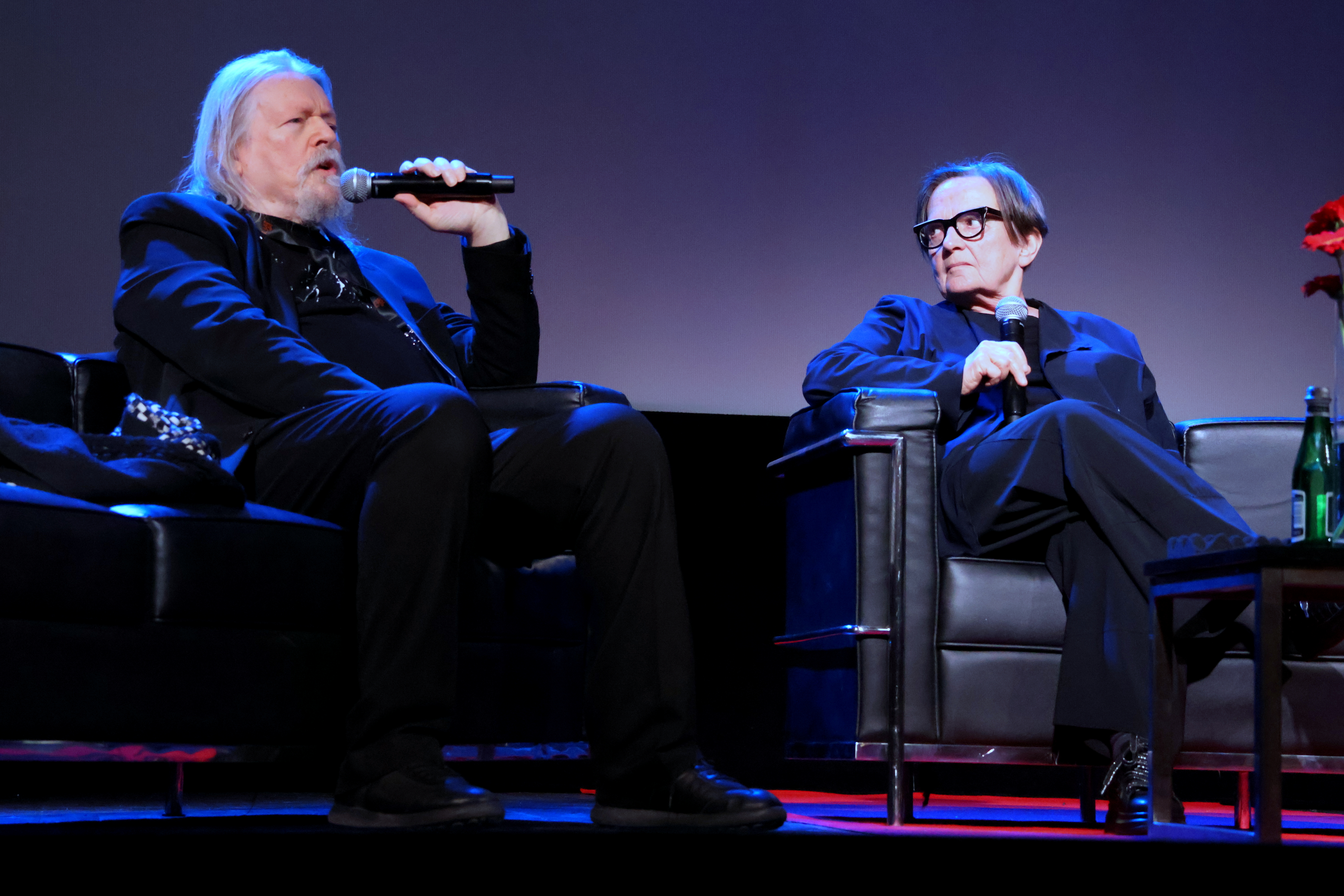
Z Agnieszką Holland

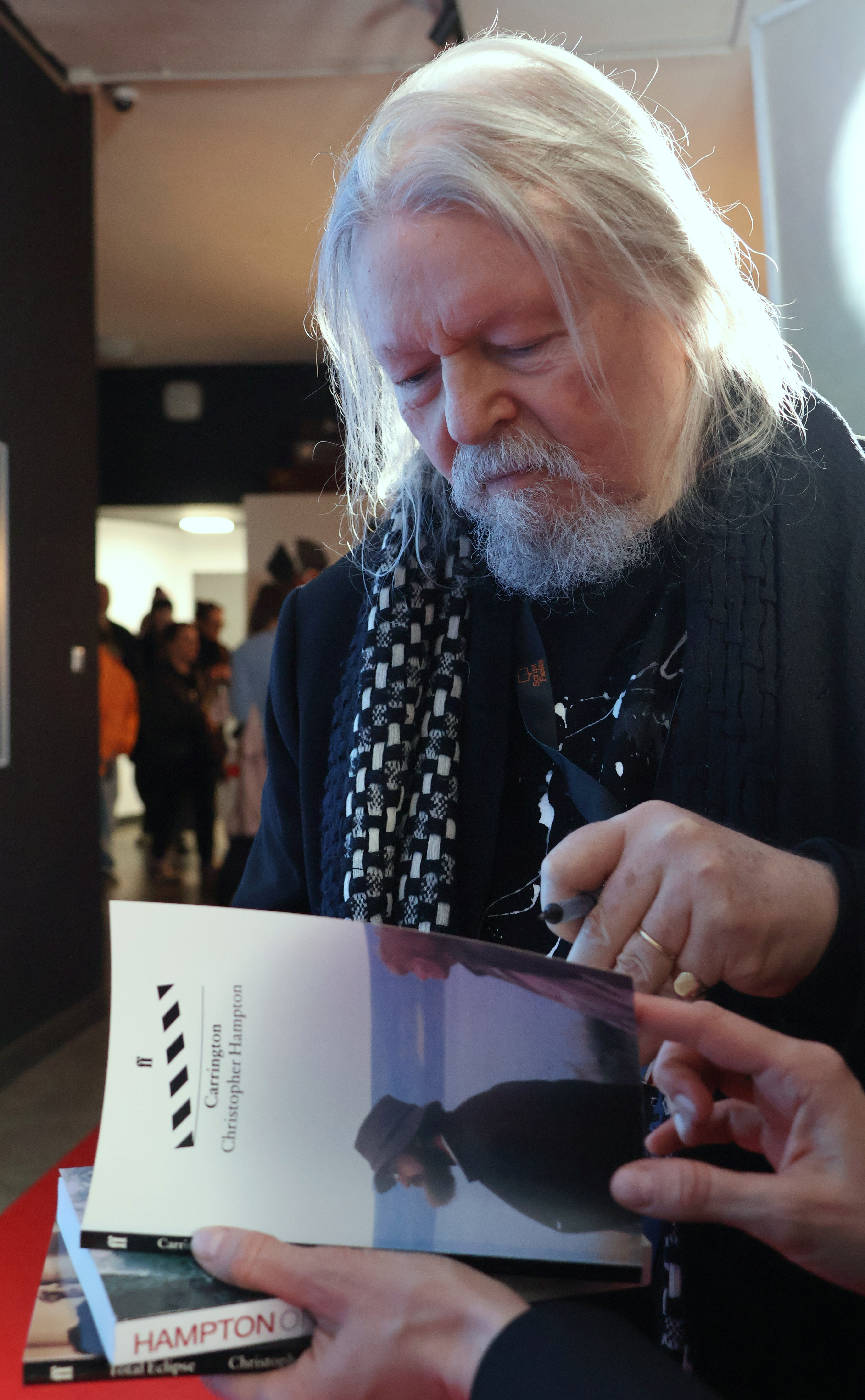
Christopher Hampton; Warszawa, 29 marca 2025

Christopher Hampton (ur. 26 stycznia 1946 w Horta) – brytyjski dramaturg, scenarzysta i reżyser filmowy. Członek The Royal Society of Literature.
Najbardziej znany jest z adaptacji teatralnej powieści Niebezpieczne związki autorstwa Choderlosa de Laclosa oraz jej późniejszej ekranizacji filmowej z 1988, za którą otrzymał Oscara za najlepszy scenariusz adaptowany. W swojej karierze trzykrotnie nominowany był do tej nagrody: za Niebezpieczne związki (1988), Pokutę (2007) oraz Ojca (2020), zdobywając statuetkę za pierwszy i ostatni z tych filmów.
Zasiadał w jury konkursu głównego na 43. MFF w Cannes (1990).
W marcu 2025 przebywał w Polsce na festiwalu filmowym „Script Fiesta”, podczas którego odbyły się projekcje filmów: Carrington (w jego reżyserii) oraz Całkowite zaćmienie (na podstawie jego scenariusza, w reżyserii Agnieszki Holland) – z okazji 30-lecia ich powstania.

## Reżyser
- 1995 Carrington
- 1996 Tajny agent (The Secret Agent)
- 2003 Mroczna Argentyna (Imagining Argentina)

## Autor dramatów
- 1964 When Did You Last See My Mother?
- 1967 Całkowite zaćmienie (Total Eclipse)
- 1969 The Philanthropist
- 1975 Treats
- 1984 Opowieści Hollywoodu (Tales from Hollywood)
- 1991 White Chameleon
- 2002 The Talking Cure

## Scenarzysta
- 1973 Dom lalki (A Doll’s House)
- 1977 Able's Will
- 1979 Opowieści lasku wiedeńskiego[4]
- 1983 Konsul honorowy (The Honorary Consul)
- 1986 Dobry ojciec (The Good Father)
- 1986 Hotel du Lac
- 1986 Głodny wilk (Oviri)
- 1988 Niebezpieczne związki  (Dangerous Liaisons)
- 1992 Opowieści z Hollywoodu (Tales from Hollywood)
- 1995 Całkowite zaćmienie (Total Eclipse)
- 1995 Carrington
- 1996 Mary Reilly
- 1996 Tajny agent (The Secret Agent)
- 2002 Spokojny Amerykanin (The Quiet American)
- 2003 Mroczna Argentyna (Imagining Argentina)
- 2007 Pokuta (Atonement)
- 2008 Coco Chanel (Coco avant Chanel)
- 2008 Jonathan Strange & Mr Norrell
- 2009 Cheri
- 2013 Idealne matki (Adore)

## Nagrody i odznaczenia
- 48. Międzynarodowy Festiwal Filmowy w Cannes: Nagroda Specjalna Jury: Christopher Hampton za film Carrington
- Nagroda Akademii Filmowej Najlepszy scenariusz adaptowany: 1988 Niebezpieczne związki
- Nagroda BAFTA Najlepszy scenariusz adaptowany: 1988 Niebezpieczne związki
- Komandor Orderu Imperium Brytyjskiego (CBE)